# Tlenek chromu(II)
Tlenek chromu(II) – nieorganiczny związek chemiczny z grupy tlenków zasadowych, w którym chrom występuje na II stopniu utlenienia. Jest czarnym proszkiem, może tworzyć również struktury krystaliczne.